# Neovenator salerii
Neovenator salerii és una espècie de dinosaure al·losauroïdeu. Des de la seva troballa a l'illa de Wight, Regne Unit, ha esdevingut un dels grans dinosaures carnívors més ben coneguts d'Europa. Neovenator fou considerat en primer lloc com una nova espècie de megalosaure. Feia uns 7,5 metres de longitud, i tenia una constitució gràcil. Visqué durant l'estatge Barremià (Cretaci inferior).

## Troballa i espècies

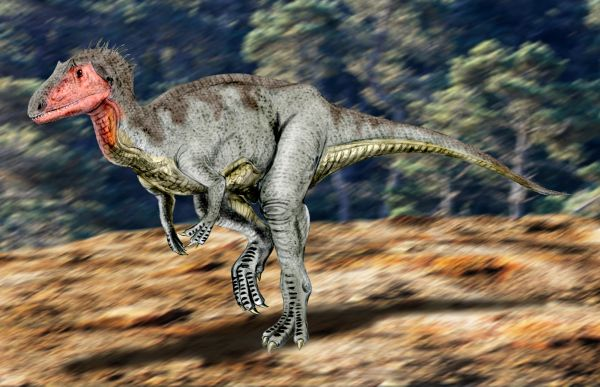
Reconstrucció amb l'entorn

Els primers ossos de l'espècie tipus foren descoberts l'any 1978, en els penyasegats de guix del sud-oest de l'illa de Wight. Va ser molt més tard (1996) quan es van trobar més ossos d'aquest espècimen. Les excavacions realitzades pel Dr. Steven Hutt i el seu equip van trobar aproximadament un 70% de l'esquelet.
En el moment en què fou descrit per Steve Hutt, Martill i Barker l'any 1996, es va considerar l'únic al·losàurid conegut d'Europa. Tanmateix, estudis més detallats han suggerit que té més en comú amb el grup d'al·losaures avançat carcarodontosàurids, i nombrosos estudis incloent una revisió detallada de les espècies per Benson, Carrano i Brusatte l'any 2010 mostren que de fet està estretament emparentat amb els carcarodontosàurids (en un grup anomenat Carcharodontosauria), però en realitat és més proper als megaraptors, conjuntament amb ells forma la família dels neovenatòrids.